# Chilodonelliasis
Chilodonelliasis ist eine Fischkrankheit, die durch mehrere Chilodonella-Arten verursacht wird. Chilodonella sind Einzeller (Protozoen) und gehören zu den Wimpertierchen. Chilodonella sind meist freilebend, können aber auch als Parasit auf Fischen in kalten und warmen Gewässern vorkommen. Chilodonelliasis ist eine der am meisten schädigenden Fischseuchen in Aquakulturen und kann dort durch hohe Todesraten zu großen wirtschaftlichen Verlusten führen. In der Aquaristik kann ohne Gegenmaßnahmen der ganze Bestand gefährdet sein.

## Erreger von Chilodonelliasis

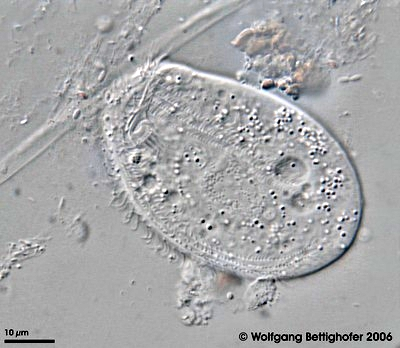
Chilodonella uncinata

Die Erreger der Chilodonelliasis sind Einzeller aus der Gattung Chilodonella, die zu den Zilienparasiten gehört. Chilodonella-Arten können weltweit Süßwasserfische befallen. Chilodonella sind holotrich und gehören zur Familie der Chlamydodontidae. Von mehrere Arten ist bekannt, dass sie Fische infizieren können:
- Chilodonella piscicola ist ein Ektoparasit, der bei verschiedenen Fischen vorkommt;[1][2]
- Chilodonella hexasticha ist ein obligater Ektoparasit, der auf der Körperoberfläche, den Kiemen und Flossen der Wirte zu finden ist;[1][2]
- Chilodonella cyprini ist ein obligater Ektoparasit und lebt auf Flossen und der Körperoberfläche.[1][2]
- Chilodonella uncinata ist als fakultativer Parasit bekannt, der opportunistisch auf Fischflossen und -kiemen parasitieren und manchmal das Sterben des Wirts verursachen kann. Als Modellorganismus wird er immer wieder für genetische Studien verwendet;[2]
- Chilodonella cucullulus ist als fakultativ parasitär bekannt.[1]

Chilodonella hexasticha und Chilodonella piscicola sind die häufigsten Parasiten, die zu Chilodonelliasis führen können. Sie befallen u. a. die Speisefische Forelle und Lachse. Chilodonella spp. kommen häufiger in überwinternden Beständen vor, wie sie beispielsweise bei Tilapia-Hybriden (Oreochromis aureus x niloticus) in Israel beobachtet wurden oder bei Mosambik-Buntbarschen (Oreochromis mossambicus) in Südafrika. Auch die in der Aquaristik häufig gehaltenen Arten Koi, Buntbarsche, Goldfisch, Guppys, Schwertträger, Diskusfische und Skalare werden befallen. Chilodonella cyprini befällt Cyprinidae und Salmonidae. Die Übertragung der Erreger erfolgt durch direkten Kontakt, sei es mit frei schwimmenden Organismen oder anderen Wirtstieren.

## Lebenszyklus des Erregers
Chilodonella spp. können sich einerseits durch einfache Teilung vermehren. Andererseits können sie aber auch wie Ichthyophthirius multifiliis einen dreistufigen Lebenszyklus als Trophont, Tomont und Theront durchlaufen.
- Trophont-Stadium: Der Lebenszyklus von Chilodonella beginnt, wenn sich das Wimperntierchen an der Haut oder den Kiemen des Wirtsfisches festsetzt. In diesem Stadium ernährt es sich von dem Gewebe des Wirts und wächst zu einem Trophont heran. Der Trophont hat eine charakteristische Form und kann unter dem Mikroskop betrachtet werden.[2]
- Tomont-Stadium: Wenn der Trophont wächst, muss er schließlich wegen seiner Größe den Wirt verlassen. Er löst sich ab und fällt auf den Grund des Gewässers, wo er sich einhüllt und zu einem Tomont wird. In diesem ruhenden Stadium kann der Parasiten mehrere Tage lang in der Umwelt überleben.[2]
- Theront-Stadium: Nach einigen Tagen gibt der Tomont zahlreiche Theronten ins Wasser ab. Die Theronten sind das infektiöse Stadium des Parasiten und können auf der Suche nach einem neuen Wirtsfisch aktiv schwimmen.[2]

Die Theronten heften sich an einen neuen Wirtsfisch, und der Lebenszyklus beginnt von neuem. Der Lebenszyklus von Chilodonella kann unter günstigen Bedingungen innerhalb von 3–4 Tagen abgeschlossen werden. Allerdings können Faktoren wie Temperatur, pH-Wert und Wasserqualität die Dauer der einzelnen Stadien des Lebenszyklus beeinflussen.

## Krankheitsbild befallener Fische
Die Infektion tritt meist bei schlechter Wasserqualität auf, d. h. bei zu hohem Fischbesatz und zu vielen Schadstoffen im Wasser. Chilodonella schädigen die Haut und die Kiemen von Fischen. Die an diesem einzelligen Parasiten erkrankten Fische weisen eine Trübung der Haut auf. Diese weißbläuliche Trübung tritt im Besonderen in der  Nackenregion bzw. zwischen Nacken und Rückenflosse auf sowie an den Flossenansätzen. Bei starkem Befall kann sich die Haut der Fische in Fetzen ablösen. Folgen der Infektion sind Auszehrung, Konditionsverlust, Hypoxie (Sauerstoffmangel), Lethargie bis hin zum Tod der Tiere. Die Fische zeigen Atembeschwerden und die Kiemen stehen ab. Häufig hängen die Fische in Gruppen an der Oberfläche und schnappen nach Luft, sie können aber auch auf dem Grund liegen.  Die Parasiten bedecken bei schwerem Befall fast die ganze Oberfläche des Fisches. Sie zerstören die Hautoberfläche sowie die Kiemenoberfläche und ernähren sich von den Rückständen. Die Haut stark befallener Fische hat ein graues, gepunktetes Aussehen und produziert vermehrt Schleim. Aufgrund dessen scheuert sich der Fisch am Boden und festen Gegenständen. Eine Wucherung (Hyperplasie) der Kiemenzellen kann dazu führen, dass Kiemenlamellen verschmelzen, was die atemaktive Kiemenfläche verringert. In schweren Fällen werden die Kiemen nekrotisch und der Fisch erstickt. Die Infektion kann auch zu Flossenzerfaserung und in Zusammenwirkung mit bakteriellen Sekundärinfektionen zu Flossenfäule führen.
Für eine intensive Untersuchung eignen sich lediglich lebende Tiere, da Chilodonella tote Tiere schnell verlassen. Mit etwa 100-facher Vergrößerung werden Haut und Kiemenabstrische, die mit schwarzer Tusche eingefärbt wurden, mit dem Mikroskop untersucht, um den Parasiten visuell nachzuweisen.

## Behandlung
In der Aquaristik kann die Krankheit mit FMC gut behandelt werden, wobei Neomycin und Oxytetracyclin zugegeben werden sollten. Diese beiden Antibiotika verhindern sekundäre bakterielle Infektionen. Es wird auch empfohlen, nach ein oder zwei Tagen dem Wasser nochmals die halbe Dosis FMC hinzuzufügen. Malachitgrün tötet Chilodonella sicher ab (0,15 ml pro Liter Wasser).
In der Speisefischproduktion gibt es wenige Möglichkeiten eine ausgebrochene Chilodonella-Epidemie zu stoppen, auch weil chemische Behandlungen in einem Fischereibetrieb unpraktisch und weitgehend unwirksam sind. Erfolge wurden dennoch mit Salzwasserbädern (10 g NaCl pro Liter Wasser) erzielt. In kleineren Behältern werden die Fische für 60 Minuten damit behandelt was zum Absterben der Parasiten führte. Als Prävention wurde das Bad nach zwei Tagen wiederholt. Bäder mit Zusätzen von Formalin oder Malachitgrün haben sich ebenfalls bewährt.

## Prävention
Die Vermeidung von Krankheitsproblemen verlangt in Aquakulturen und der Aquaristik ein gutes Fischmanagement:
- Stressvermeidung innerhalb der Fischpopulation. Zu den Stressfaktoren gehören hohe Besatzdichten, schlechte Lebensräume und schlechte Wasserqualität.[10]
- Neueinsatz nur von gesunden Fischen unter Vermeidung zusätzliche Stressfaktoren.[10] Es wird auch empfohlen neue Fische erst nach einer Quarantäne einzusetzen.[8]
- Minimierung der Besatzdichte, um es einem Parasiten zu erschweren, einen neuen Wirt zu finden.[10] Bei Aquarien wird ein Besatz von 5 l Wasser pro Fisch empfohlen.[8]
- Überwachung der Wasserqualität einschließlich des Sauerstoffgehalts, des pH-Werts sowie des  Ammonium- und Ammoniak-Gehalts des Wassers.[8][10]
- Verwenden eines UV-Sterilisators um Parasiten und andere Krankheitserreger im Wasser abzutöten oder zu minimieren.